# Kratié
Kratié (en camboyano: ក្រចេះ, Krâchéh) es la capital de la provincia de Kratié en el este de Camboya.

## Geografía

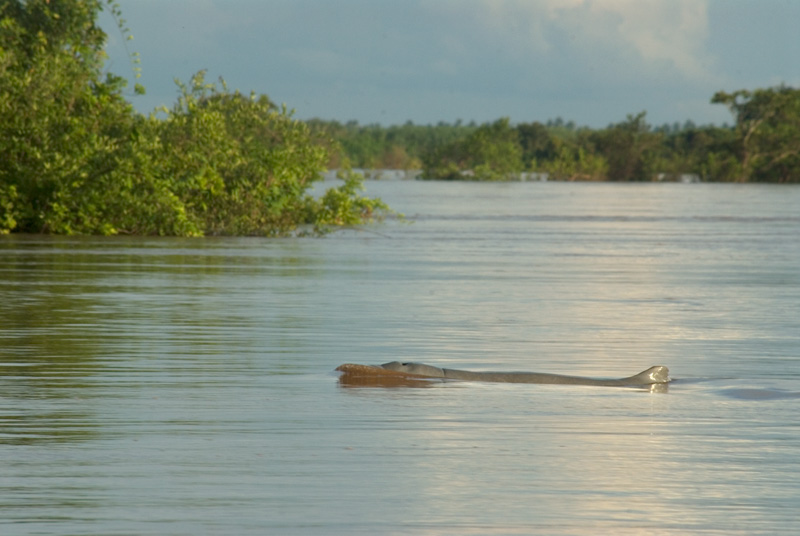
Delfín del Irrawaddy en el río Mekong

La pequeña ciudad tiene una población de aproximadamente 38,215 y se encuentra a orillas del río Mekong. La ciudad está dominada por un mercado central rodeado de antiguos edificios coloniales franceses. Los árboles de flores rojas crecen en hileras a lo largo de la orilla del río. La ciudad incluye grandes islas con playas de arena blanca dentro del Mekong. En el tramo de río al norte de la ciudad habita un raro grupo de delfines del Irrawaddy. Los delfines son el principal atractivo turístico de la localidad.
Una encuesta realizada en 2007 por el Proyecto de Conservación de los Delfines del Mekong de Camboya (CMDCP), un proyecto de colaboración entre WWF, la Sociedad Mundial para la Conservación, la Administración de Pesca y el Equipo de Desarrollo Rural de Camboya (CRDT), estimó que quedan entre 66 y 86 delfines en la parte superior de Camboya. Área del Mekong.